# 見る力を実践で鍛える DS眼力トレーニング
見る力を実践で鍛える DS眼力トレーニング（みるちからをじっせんできたえる ディーエスめぢからトレーニング）は、任天堂から2007年5月31日に発売されたニンテンドーDS用「見る力」トレーニングソフト。Touch! Generationsシリーズの一つ。

## 概要
5つの眼力をトレーニングし、鍛えるゲーム。5つの眼力とは、「動体視力」、「瞬間視」、「眼球運動」、「周辺視野」、「眼と手の協応動作」である。「基礎トレーニング」と「スポーツトレーニング」があり、各トレーニングにおいて「ふつう」レベルで高成績を記録するか一定数のハンコを押すと「難しい」レベルが追加される。一日にひとつトレーニングするとカレンダーにハンコが押され、ハンコが増える度に新しいメニューが追加されていく。またその日最初のトレーニング時には、冒頭で「眼」に関する豆知識が紹介される（48日目まで）。このゲームは視力を鍛えるものではない。

## 眼年齢チェック
眼年齢を1日1回測定することができる。20歳を最高として算出される。自分の眼年齢に応じて問題の難易度が変わる。毎回ランダムに基礎トレーニングの中から5つのトレーニングが選ばれる。

## 基礎トレーニング
レベルは連続タッチとナンバータッチ以外は正解で上がり、不正解で下がる。連続タッチは状況に応じて上下する。
シャッフル
動体視力を鍛えるトレーニング。3つの箱の内に、1つだけ○が入っている箱があり、箱の位置がシャッフルされた後、○がどの箱に入っているかを当てる。
瞬間数字
瞬間視を鍛えるトレーニング。上画面に一瞬だけ表示される数字を答える。
トリプルC
眼球運動を鍛えるトレーニング。上下画面のどこかに「C」が3回表示される。表示された順番どおりに「C」の向きを答える。
周辺C
周辺視野を鍛えるトレーニング。下画面の中央とその周りにいろいろな向きの「C」が表示されるので、中央の「C」と同じ向きの「C」をタッチし答える。
連続タッチ
眼と手の協応動作を鍛えるトレーニング。下画面に現れる四角いマークが消えてしまう前に素早くタッチする。
ABC速読
動体視力を鍛えるトレーニング。いろいろなアルファベットが左右に移動しながら連続で表示されるので、最初に指定されたアルファベットが何個表示されたかを答える。
瞬間記号
瞬間視を鍛えるトレーニング。下画面に一瞬だけいろいろなマークが表示されるので、その中から「○」があった場所を答える。
カウントC
眼球運動を鍛えるトレーニング。いろいろな向きの「C」が上下画面のどこかに表示されるので、初めに表示される「C」と同じ向きの「C」の数をカウントし、答える。
上下C
周辺視野を鍛えるトレーニング。上下画面それぞれに一瞬だけ「C」が表示されるので、上下とも同じ向きか、違う向きかを答える。
ナンバータッチ
眼と手の協応動作を鍛えるトレーニング。1から20までの数字がかかれたパネルを数字の小さい順にタッチしていく。

## スポーツトレーニング
野球
バッターとなって、ピッチャーが投げるボールをタイミングよくタッチして打ちかえすトレーニング。ボールの中心でタッチするほど高得点。１回のトレーニングで10球投げられる。主に「動体視力」と「眼と手の協応動作」の眼力が鍛えられる。
ボクシング
トレーナーが差し出すミットをタッチしていくトレーニング。ミットの中央にタッチすれば高ポイントとなる。回避に失敗すると減点。１回のトレーニングで40回以上ミットを叩く。「眼球運動」「周辺視野」「眼と手の協応動作」の眼力が鍛えられる。
卓球
卓球のラリーを繰り返すトレーニング。１回のトレーニングで40回ラリーする。「動体視力」「眼球運動」「眼と手の協応動作」の眼力が鍛えられる。
バスケット
敵味方の選手が登場し、シルエットになるので、どれが味方の選手かを当てるトレーニング。「瞬間視」「眼球運動」「周辺視野」の眼力が鍛えられる。
バレー
トスが上がったボールにタッチして、スパイクを決め、相手コートに入れるトレーニング。ボールの中央にタッチすれば高ポイントとなる。「眼球運動」と「周辺視野」の眼力が鍛えられる。
サッカー
タッチパネル上をスライドさせてボールを蹴り、味方にパスを送ったり、ゴールしたりするトレーニング。主に「周辺視野」と「眼球運動」の眼力が鍛えられる。
アメフト
次々と突進してくる敵選手を躱しながら、ゴールに向かうトレーニング。「瞬間視」と「周辺視野」の眼力が鍛えられる。

## その他
今日のおすすめトレーニング
自分の眼年齢に合ったトレーニングを自動的に選んでくれるモード。
眼のストレッチ
眼の疲れを取る為のストレッチを行うモード。
記録に挑戦
スポーツトレーニングをミスせずにどこまで成功し続けることができるかを測定するモード。
豆知識集
今までに見た眼に関する豆知識を閲覧できる。
配信
お手軽版を他のニンテンドーDSに配信する。

## 関連
- TBS毎週土曜19:56〜20:54放送のキャプテン☆ドみの（2007年4月28日〜7月21日）でこのゲームのアレンジ版（眼年齢の測定方法は異なる）が行われた。